# سوبدت
كانت سوبدت في الديانة المصرية القديمة تأليهاً لنجم اسمه المصري (الإغريقي) سوثيس، و هو نجم يعتبره جميع علماء المصريات تقريبا النجم سيريوس أو الشعرى اليمانية. و يعني اسم سوبدت (هي التي تكون) حادةً في مصر، في إشارة إلى سطوع الشعرى اليمانية، وهو ألمع نجم في السماء ليلا. و في الفن تصوّر كامرأة مع نجمة خماسية على رأسها.
مباشرة بعد شروق الشعرى اليمانية النجمي في شهر يوليو، يبدأ فيضان نهر النيل السنوي وقد أدرك المصريون القدماء هذا فربطوهما ببعضهما. ونتيجة لذلك، تم تحديد سوبدت باعتبارها إلهة للخصوبة التربة، تلك الخصوبة التي كانت تأتي للتربة مع فيضان النيل. هذه الأهمية أدت إلى أن المصريين قاموا بإرساء تقويمهم على أن يبدأ العام بالشروق النجمي لنجم الشعرى اليمانية.
سوبدت هي زوجة الإله ساه، وهو كوكبة الجبار، التي تظهر بالقرب من نجم الشعرى اليمانية، وقيل إن الإله سوبد هو ابنهما. هذه العلاقة موازية لقصة الإله أوزوريس وعائلته، وقد ارتبط ساه مع أوزوريس، و سوبدت  مع إيزيس وحورس مع سوبد. و قد قالت سوبدت في نصوص الأهرام أنها ابنة أوزوريس.